# Dogora
Dogora (jap. 宇宙大怪獣ドゴラ Uchū Daikaijū Dogora) – japoński film typu kaijū z 1964 roku w reżyserii Ishirō Hondy.

## Fabuła
W japońskim obserwatorium astronomicznym dostrzeżone zostają dziwnie poruszające się kosmiczne śmieci. Wkrótce w obserwatorium dochodzi do awarii, a satelita telewizyjny jest przyciągane przez dziwne pulsujące obiekty. Tymczasem nocą w Tokio przeprowadzany jest napad na sklep jubilerski przez gang złodziei z okolic Ginzy. Będąca na czatach członki gangu, Hamako zbywa patrol policji. Po odejściu patrol policji widzi lewitującego mężczyznę. To sprawka pulsującego obiektu tego samego co w kosmosie, który prowadzi też do lewitacji złodziei i udaremnienia kradzieży. Złodzieje szybko odjeżdżają.
Detektyw Komai z metropolitalnej policji przeszukuje mieszkanie krystalografa, doktora Munakaty. ten jest zaskoczony brakiem brylantów, które przed chwilą były w miseczce. Komai przyłapuje na gorącym uczynku Amerykanina, któremu udaje się uciec. Amerykanin z łupem odjeżdża wraz ze złodziejami brylantów. Komai poznaje sekretarkę Munakaty, Masayo Kirino i wyjaśnia im, że Amerykanin to złodziej Mark Jackson, podający się za pośrednik w handlu diamentami, a jego jednostka jest tropie międzynarodowej szajki złodziei brylantów.
Na komedzie policji trwa analiza napadu na sklep jubilerski. Uwagę przykuwa łatwo roztopione drzwi pancerne. Dr Murakata składający zeznania mówi, że skradzione diamenty były fałszywe z przeznaczeniem do badań krystalograficznych. Tymczasem złodzieje tłumaczą się z nieudanej akcji, jednak ich mocodawca nie wierzy ich wersję ze stworem. Hamako przyprowadza Jacksona z jego łupem. Szef złodziei widząc fałszywe diamenty nakazuje uwięzić Jacksona, temu jednak udaje się uciec. 
Odwiedzając kopalnię węgla Komai ostrzega Masayo przed szpiegami industrialnymi. Spotykają brata Masayo, pracującego w tym samym obserwatorium astronomicznym, które dostrzegło kosmiczne anomalie. Kirino nasłuchuje dziwnych odgłosów tych samych, które zniszczyło satelitę należącego do jego placówki. Wkrótce oderwane są dwa kominy unoszące się do góry, a następnie węgiel zostaje wessany przez iskrzącą się chmurę.
Podczas analizy ataku, Komai zostaje ponaglony w sprawie dostrzeżonego Jacksona. Komai wraz z innym detektywem, Nittą dopadają Jacksona w hotelu. Ten ponownie ucieka, za co detektywi otrzymują reprymendę. Ich szef informuje, że nagle na całym świecie regularnie dokonują się kradzieże diamentów. Gang Ginza dostawszy cynk o przybywającej do Jokohamy łodzi z surowymi diamentami przygotowuje się do napadu na furgonetkę z ładunkiem. Hamako udaje ofiarę potrąconą przez samochód, by wywabić konwojentów. Jednak w drodze jest też Jackson działający tym razem na własną rękę i wywiązuje się strzelanina. Jednak wszyscy są świadkami, jak samochód dostawczy z węglem zostaje wessany w górę przez tę samą iskrzącą się chmurę.
Na komendzie Komaiowi wciąż nie daje spokoju potencjalny stwór wysysający węgiel. Wkrótce otrzymuje telefon od Masayo, że u Munakaty przebywa Jackson. Okazuje się, że Jackson będący świadkiem incydentu z chmurą, przybył do Komaia podejrzewając jego badania o związek ze stworem. Po spławieniu reporterów, Komai informuje szefa policji i wraz z szwadronem przybywa na miejsce. Jackson wyjaśnia, że w rzeczywistości jest detektywem ubezpieczeniowym związanym z World Diamond Insurance i bada niedawne międzynarodowe kradzieże. Wątpi w winę zwykłych złodziei, jako że kradzieże są zbyt profesjonalnie prowadzone. Do Murakaty przybywa też Kirino z raportem ONZ, że stwór atakujący węgiel jest zmutowaną przez radiację kosmiczną komórką i jako źródło energii potrzebuje węgla. Murakata zaczyna wiązać potwora z ciągłymi kradzieżami diamentów, jako że diament jest pochodzenia węglowego. Wkrótce wszyscy są świadkami jak potwór atakuje sejf z diamentami. Wiadomości informują o międzynarodowym ataku potworów nazwanych już Dogora.
Japońskie władze podejrzewając, że kopalnie w północnym Kiusiu będą następnym celem Dogory, zalecają odwołania podróży nie licząc tych koniecznych. Mimo to Dr Murakata zainteresowany Dogorą kieruje do Kiusiu. Komai orientuje się, że skradzione diamenty były fałszywe, jako że Dogora nimi się nie zainteresowała. Gang Ginza odkrywa, że ich łup to cukier, a prawdziwe brylanty zabrał Jackson. Hamako namierza Jacksona w pociągu jadącego do Kiusiu. Proponuje, że podejmie z nim interesy, aby mogli zatrzymać diamenty dla siebie. Jackson zapewnia ją, że nie ma prawdziwych diamentów, po czym wychodzi do swego przedziału.
W Kitakiusiu prowadzona jest operacja wojskowa celem powstrzymania Dogory. Radar potwora, który tym razem wydaje się inny. W pobliżu Dogory przelatuje rój pszczół i z nieba spadają kolorowe kryształy. Rozlega się specjalny biuletyn informujący o pojawieniu się Dogory nad zatoką Dokaiwan. Dogora przybrała postać podobną do meduzy i nie robiąc nic z ataków wojskowych wysysa węgiel i niszczy most Wakato. Co gorsza, zaczyna się mnożyć przez podział. Wojsko bada kryształy powstałe w wyniku kontaktów z pszczołami. Komai odkrywa opuszczoną kopalnię węgla, którą zasiedliły osy. Dr Munakata orientuje się, że to osy zaatakowały Dogorę i ich jad spowodował reakcję chemiczną. Wojsko natychmiast przystępuje do stworzenia toksyny o podobnym działaniu. 
Tymczasem Komai i gang Ginza śledzą Jacksona. Komai chce ustalić, czemu Jackson przybył do Kiusiu. Złodzieje dopadają ich obu, odkrywając że prawdziwe diamenty są w bankowym depozycie. Wykorzystując nadciągający atak Dogory, gang Ginza zakuwa swych więźniów. Szef gangu dowiaduje się o zdradzie Hamako i wraz z kompanami ściga ją zostawiając Jacksona i Komaia z zapalonym dynamitem. Obu udaje się uniknąć śmierci. Uciekająca Hamako z diamentami zostaje osaczona przez byłych kompanów i gdy mają dokonać egzekucji, pojawia się policja. Wywiązuje się strzelanina, w której ginie Hamako.
Wojsko rozpoczyna desant toksyny nad Dogorą i pozostają z niej tylko kryształy. Śmierć Dogory dotyka także pościg za gangiem Ginza, których zabija na miejscu jeden z spadających kryształów. Później Jackson i dr Mukanata kierują się do samolotu do Nowego Jorku. Przed wejściem Jacksona na pokład, Komai pyta się go, czy akcja z diamentami była ustawką, skoro i te z depozytu okazały się fałszywe. Jackson potwierdza przypuszczenie i dziękują sobie wzajemnie za pomoc. Jackson zapewnia Komaia, że umieści jego nazwisko w raporcie dla World Diamond Insurance.

## Obsada
- Yōsuke Natsuki – det. Komai
- Yōko Fujiyama – Masayo Kirino
- Nobuo Nakamura – dr Munakata
- Robert Dunham – Mark Jackson
- Akiko Wakabayashi – Natsui Hamako
- Susumu Fujita – oficer wykonawczy Sił Samoobrony Iwasa
- Seizaburō Kawazu – szef gangu Ginza
- Yoshifumi Tajima – Zenichi Tada
- Hideyo Amamoto – Joe Maki
- Haruya Kato – Sabu
- Nadao Kirino – Gen
- Akira Wakamatsu – Matsu
- Jun Tazaki – szef policji
- Hiroshi Koizumi – Kirino
- Jun Funado – detektyw Nitta
- Yasuhisa Tsutsumi – policjant z Ginzy #1
- Tadashi Okabe – policjant z Ginzy #2

## Dogora
Dogora (jap. ドゴラ) – fikcyjny olbrzymi potwór (kaijū), występujący w japońskich filmach fantastycznonaukowych wytwórni Tōhō.
Maguma to potwór kosmicznego pochodzenia, które powstał w wyniku kontaktu komórek w atmosferze Ziemi z radiacją nad Japonią. Mimo że Dogora zadebiutowała niezależnie od serii z Godzillą była kojarzona z nią poprzez tę samą wytwórnię i tematykę kaijū.

### Film
W filmie Dogora, wedle raportu ONZ, kosmiczne komórki, znajdujące się w górnej atmosferze ziemskiej, w wyniku dużej radiacji nad Japonią zmutowały się w potwora potrzebującego węgla jako energii i w tym celu przybył na Ziemię. Wcześniej pojawił się w kosmosie jako dziwne pulsujące obiekty, które ujawniły pierwszy raz ludzkości zniszczeniem satelity telewizyjnego należącego do tokijskiego obserwatorium astronomicznego. Następnie ten sam obiekt przybył na Ziemię, wysysając brylanty w tokijkim sklepie jubilerskim i powodując lewitację osób znajdujących się w pobliżu, a potem atakował kopalnie węgla. W międzyczasie pożywiał się diamentami na całym świecie, co doprowadziło do podejrzeń o międzynarodową kradzież brylantów na dużą skalę. W trakcie posilania potwór powiększał się i pojawiła się obawa, że wraz z rozwojem wzrostu skonsumuje wszystko co zawiera węgiel, w tym ludzi.
Dogora pojawiła się w Kitakiusiu celem konsumpcji węgla z tamtejszych kopalni, jednak została rozproszona przez przypadkowo przelatujący rój pszczół, a z chmury wypadły dziesiątki różnokolorowych kryształów. Dogora została ponownie wykryta, gdy zaatakowała kopalnię węgla, tym razem postaci niebieskawej meduzy. Atak Sił Samoobrony nie wyrządza jej krzywdy, dzięki czemu wysysa węgiel i niszczy most Wakato. Drugi atak zdaje odnieść skutek, jednak przybyły do Kitakiusiu krystalograf, doktor Munakata nie podziela entuzjazmu innych. Jego obawy się potwierdzają, gdy potwór się multiplikuje.
Doktor Munakata bada związek przyczynowo skutkowy z rojem pszczół i kryształów wydalonych przez Dogorę. Współpracujący z nim inspektor policji metropolitalnej, detektyw Komai odkrywa, że w regionie jest opuszczona kopalnia węgla nienaruszona przez Dogorę oraz zapełniona gniazdem os. Doktor Munakata odkrywa, że to osy zaatakowały Dogorę i ich jad może zostać wykorzystany do zabicia. Po stworzeniu substancji o równej mocy, po dłuższej chwili Dogora została skystalizowana i ostatecznie pokonana.
W filmie Godzilla: Planeta potworów Dogora objawiła się światu w 2002 roku, atakując Londyn i powodując śmierć 3,9 milionów mieszkańców. Rola Dogory jest bardziej szczegółowo opisana w powieści GODZILLA: Monster Apocalypse Renjiego Ōkiego i Gena Urobuchiego, oficjalnego prequelu filmu. Dogora była drugim potworem, który pojawił się na Ziemi. Najpierw nawiązała kontakt z rosyjską stacją kosmiczną Mir w atmosferze, a następnie pojawił się nad Londynem we wrześniu 2002 roku. Dogora zaabsorbowała energię cieplną z ataków brytyjskiej armii i przeniósł się do Manchesteru. Dogora została ostatecznie pokonana, gdy zakłady chemiczne w Wielkiej Brytanii i Unii Europejskiej masowo produkowały substancje chemiczne zawierające aktywne składniki jadu osy i rozpylały je w powietrzu. Zanim Dogora została pokonana po dwóch dniach, główne zabytki, takie jak Tower of London i Big Ben, zostały zniszczone, a około 3,9 miliona ludzi zostało rannych lub zabitych.

### Telewizja
Dogora pojawiła się w serialu telewizyjnym Godzilla Island z 1997 roku jako trickster oferujący swoje usługi Zagres. Jego plan polegał na przywołaniu ducha Kosmogodzilli, aby opętał Godzillę, a następnie zlikwidowałby inne potwory jeden po drugim. Gdy nawiedzony Godzilla siał spustoszenie, Dogora próbowała wykorzystać różne iluzje, aby utrzymać Toremę zagubioną w lesie, gdy próbowała dotrzeć do King Caesara. Rozproszyła Dogorę strzałem z pistoletu laserowego, ale szybko się zregenerował. Gdy król Cezar podróżował z o-fudą, aby egzorcyzmować Godzillę, Dogora ponownie interweniowała, powodując eksplozję na szczycie pobliskiej góry, która pogrzebała go w gruzach. Po tym, jak Godzilla Junior uwolnił King Caesara, Dogora uciekła w kosmos i nigdy już nie powróciła.

### Gry komputerowe
Dogora pojawiła się w grze wideo Godzilla: Monster of Monsters! z 1988 roku na NES, gdzie pojawiła się jako przeciwnik na poziomach Sub-Space. Był to także jej pierwszy występ we franczyzie Godzilli. Kolejną występem był Gojira Doki Doki Kaijū-to!! z 1995 roku na Segę Pico. W 1998 roku Dogora pojawiła się w trzech grach wideo Gojira: Torēdingu Batoru na PlayStation oraz Godzilla Generations i Collect Godzilla: Giant Monster Assembly na Segę Dreamcast.

## Produkcja

### Scenariusz
W 1962 roku, po ukończeniu Goratha, Tōhō zleciła pisarzowi science fiction Jōjirō Okamiemu napisanie scenariusza do filmu typu kaijū opowiadającego o inwazji obcych. Pierwsza wersja scenariusza rozpoczynała się atakiem tytułowych niewidzialnych potworów atakujących stację kosmiczną, a następnie Nowy Jork konsumując tam diamenty w sklepach jubilerskich i naszyjniki z szyj bogatych dam. Po ataku statku wycieczkowego na Golden Gate Bridge kolejnym celem była rosyjska kopalnia węgla, a potem Tokio. Japońskie władze przechwytują niewielkiego potwora i, przy wsparciu międzynarodowego zespołu naukowców, zabijają stworzenia promieniami beta. Zakończenie kończyło się trwającą globalną odbudową.
Przydzielony jako reżyser Ishirō Honda i drugi scenarzysta Shinichi Sekizawa bez wiedzy Okamiego dodali do skryptu wątek sensacyjny. Honda i reżyser efektów specjalnych Eiji Tsuburaya wyobrazili film jako parodię popularnych w tym czasie filmów o yakuzie. Sekizawa zaadaptował historię zatytułowaną Supēsu Monsu (jap. ス ペ ー ス ・ モ ン ス, pol. Kosmiczny Stwór) w fazę treatmentu, który nie doszedł do skutku. Dopiero dwa lata później Supēsu Monsu otrzymał zielone światło produkcji i scenariusz został ponownie przerobiony przez Sekizawę jako Chikyū Kaigenrei (jap. 地球 戒 厳 令, pol. Stan wojenny Ziemi) i wyprodukowana jako Uchū Daikaijū Supēsu Monsutā (jap. 宇宙 大 怪 獣 ス ペ ー ス モ ン ス タ, pol. Gigantyczny kosmiczny potwór).

### Casting
W roli głównej wystąpił Yōsuke Natsuki. Rolę Marka Jacksona otrzymał mieszkający na stałe w Japonii amerykański były marines Robert Dunham, który grał wcześniej małą rolę w Mothrze. Dunham, dzięki biegłej znajomości języka japońskiego wypowiadał swe kwestie w tym języku bez potrzeby dubbingowania. Rolę Hamako zagrała Akiko Wakabayashi. Rolę doktora Munakaty zagrał aktor sceniczny Nobuo Nakamura.

### Realizacja
Wg Dunhama zdjęcia trwały od sześciu do ośmiu tygodni, a finał kręcono na plaży Shimabara.
Zarząd Tōhō wymusił na Hondzie i Tsuburai dużo mniej spektakularny i skromniejszy film niż zakładał scenariusz, w wyniku ciągłej presji by odnieść sukces finansowy w ramach niskiego budżetu. Tsuburaya lamentował, że budżet przeznaczony na efekty specjalne był niższy niż zwykle i przez niewiele sekwencji było udanych. Honda był zadowolony z pracy nad filmem, gdyż pozwoliło mu poświęcić więcej uwagi na ludzkie wątki. Jednocześnie też narzekał na większe ograniczenia finansowe i powiedział Tsuburayi: „Robi się coraz trudniej, prawda?”
Produkcja syntetycznego jadu os została zilustrowana archiwalnym materiałem filmowym przedstawiającym laboratorium, fabrykę chemiczną i tysiące stalowych beczek. Wysysanie węgla przez Dogorę wykonywano poprzez wysypywanie czarnego piasku zawieszonego na suficie podczas obracania go. Ponieważ w tamtym czasie nie było możliwe wykonywanie zdjęć w odwrotnym kierunku z dużą prędkością przy użyciu kamery, kamera była odwrócona do góry nogami, aby wykonywać odpowiednie ujęcia.
Chcąc przedstawić potwora jako coś nadnaturalnego i wyróżniającego się na tle bardziej konwencjonalnych filmowych potworów. Projekt Dogory pochodził z trójwymiarowej ilustracji autorstwa Shigeru Komatsuzakiego w magazynie Weekly Shonen Saturday. Projekt potwora wykorzystywał pierwotniaki jako punkt odniesienia.
Po obejrzeniu projektu Dogory Keizō Murase pomyślał o zastosowaniu miękkiego winylu, materiału, który niedawno pojawił się na rynku. Murase odwiedził fabrykę w Chiba i kupił miękką formę winylową za 200 tysięcy jenów. Chociaż materiał był dość drogi, Tsuburaya zgodził się z decyzją Murase o jego użyciu. Następnie Kanji Yagi stworzył glinianą formę Dogory o wymiarze 1 shaku i przyniósł ją do fabryki, gdzie została wykorzystana do stworzenia miękkiej miniatury winylowej dla Dogory. Pojawiły się jednak obawy, że próba operowania rekwizytem w normalny sposób podwieszania go w powietrzu za pomocą struny fortepianowej może grozić pęknięciem. Murase wymyślił metodę umieszczenia rekwizytu w zbiorniku z wodą i manipulowania nim żyłką. Kiedy Murase pokazał to Tsuburayi, ten był bardzo zadowolony, że w końcu znaleźli skuteczną metodę manipulowania rekwizytem.
Kiedy rozpoczęto zdjęcia, rekwizyt Dogory został umieszczony w zbiorniku i poruszano nim za pomocą przepływu wody z zaworu zamocowanego na dnie zbiornika. Spowodowało to niezamierzone powstanie bąbelków, które stały się widoczne w gotowym ujęciu. Według Teruyoshiego Nakano, woda z lokalnego biura wodociągów w dniu kręcenia była mętna, przez co personel miał trudności z utrzymaniem zbiornika wystarczająco przezroczystego do filmowania i nie był w stanie nakręcić dużo materiału filmowego z rekwizytem Dogory. W rezultacie ostateczna forma Dogory pojawia się tylko na krótko w jednej sekwencji w gotowym filmie, mimo że była intensywnie wykorzystywana w marketingu i promocji. 
Jednokomórkowa forma Dogory, która była podstawowym stanem, w którym pojawiła się na ekranie, została stworzona przez umieszczenie ciekłego szkła organicznego między płytami z litego szkła, które następnie zostało zsyntetyzowane w materiał filmowy na żywo. Aby zobrazować krystalizację komórek Dogory, do 15-centymetrowej miniatury z polichlorku winylu przymocowano żarówkę. Prąd elektryczny był przesyłany do żarówki przez drut fortepianowy, powodując jej świecenie i dając efekt miniaturowego migania i emitowania światła. Efekty dźwiękowe Dogory powstały poprzez przechwytywanie odgłosów małży za pomocą specjalnego mikrofonu wychwytującego dźwięk oddechu.
Destrukcja mostu Wakato wykonana została wykonana przy modelu i ręcznej animacji macek Dogory.

### Postprodukcja i promocja
Tōhō zleciło na rynek międzynarodowy anglojęzyczną wersję Dogory przygotowaną w Hongkongu przez Axis International. Ponieważ w filmie Robert Dunham mówił głównie po japońsku, został dubbingowany przez innego anglojęzycznego aktora, Nicka Kendalla.
Były plany stworzenia serii filmowej z udziałem Marka Jacksona. Tōhō w tym celu wysłało grającego go Roberta Dunhama do Hollywood, aby zarówno wynegocjować umowę dystrybucyjną Dogory, jak i wzbudzić zainteresowanie serią o jego postaci. Plany nie doszły do skutku, ponieważ trudno było ocenić występ Dunhama zdubbingowanego w wersji międzynarodowej oraz zauważono, że nie był on znanym aktorem.

## Odbiór filmu

### Premiera
Premiera odbyła się 11 sierpnia 1964 roku w podwójnym pokazie z Kigeki Ekimae Ondo.

### Wyniki finansowe
Był to  drugi po Gorath film Ishirō Hondy, który nie znalazł się na liście dwadzieścia pięć dochodowych filmów w corocznych rankingach kasowych Kinema Junpo.

## Odniesienia w kulturze popularnej
- W odcinku Sanford and Son pt. Home Sweet Home for the Aged Fred lamentuje, że przegapił emisję Dogory w telewizji. Wymienia także występujących tam aktorów i opisuje fabułę jako potwór zjadający wszystkie sklepy Tiffany’ego[13].
- Dogora pojawia się w odcinku Urusei Yatsura pt. Taikutsu Shindorōmu! Tomobiki Chō wa Izu ko he!? jako jeden z potworów z sennego wymiaru nawiedzającego rzeczywistość[14].
- W filmie Found kaseta z filmem Dogora znajduje się w wideotece[15].